# История на Унгария
Унгария в модерните си (след 1946 г.) граници приблизително съответства на Великата унгарска равнина (Карпатски басейн). През желязната епоха е била на границата на келтската, илирийската и иранската (скитска) културна сфера.
Името „Панония“ идва от Панония, провинция на Римската империя. Само западната част на територията (т.нар. Трансдунавия) на съвременна Унгария е била част от древноримската провинция Панония. Римският контрол се срива с хунските нашествия през 370 – 410 г., а Панония е част от Остготското кралство в края на 5-и до средата на 6 век, по-късно взета от Аварския хаганат (6-и до 9 век). Маджарската инвазия се осъществява през 9 век.
Маджарите са християнизирани в края на 10 век, а през през 1000 г. е създадено християнското Кралство Унгария, управлявано от династията Арпад през следващите три века. Във високия средновековен период кралството се разширява отвъд Панония до Адриатическото крайбрежие. През 1241 г. по време на управлението на Бела IV Унгария е нападната от монголците, водени от Бату хан. Числено превъзходени, унгарците биват категорично победени при битката при Мохи от монголската армия. Крал Бела бяга в Свещената Римска империя и оставя унгарското население на милостта на монголците. При това нашествие над 500 000 унгарци са избити и цялото кралство сведено до пепел. След изчезването на династията Арпади през 1301 г. късносредновековното кралство продължава, макар и вече не под унгарски монарси, и постепенно намалява поради нарастващия натиск от разрастването на Османската империя. Унгария понася основната тежест на османските войни в Европа през 15 век. Върхът на тази борба се осъществява по време на управлението на Матяш Корвин (р. 1458 – 1490 г.). Османско-унгарските войни приключват със значителна загуба на територия и разделение на кралството след битката при Мохач през 1526 г.
Отбрана срещу османската експанзия се прехвърля към Хабсбургска Австрия, а останалата част от Унгарското кралство пада под властта на хабсбургските императори. Изгубената територия е възстановена със завършването на Голямата турска война, като по този начин цяла Унгария става част от Хабсбургската монархия. След националистическите въстания през 1848 г., Австро-унгарския компромис от 1867 г. повишава статута на Унгария чрез създаването на съвместна монархия. Територията, групирана от хабсбургския Archiregnum Hungaricum, е много по-голяма от съвременна Унгария, след Унгарско-хърватското споразумение от 1868 г. с уредено политическо състояние на Кралство Хърватска-Славония в земите а Корона на Свети Стефан.
След Първата световна война Централните сили налагат разпускането на Хабсбургската монархия. Договорите от Сен-Жермен и Трианон отделят около 72% от територията на Кралство Унгария, давайки ги на Чехословакия, Кралство Румъния, Кралство на сърби, хървати и словенци, Първа Австрийска република, Втора полска република и Кралство Италия. След това е обявена краткотрайна Народна република, която е последвана от възстановено Унгарско кралство, но управлявана от регента Миклош Хорти, който официално представлява унгарската монархия на Карл IV, апостолския крал на Унгария, който е държан в плен през последните му месеци в абатство Тихан.
Между 1938 и 1941 г. Унгария възстановява част от загубените си територии. По време на Втората световна война Унгария попада под немска окупация през 1944 г., последвана от съветската окупация и загубата на войната. След Втората световна война Втората унгарска република е създадена в днешните граници на Унгария, като социалистическа народна република през 1949 – 1989 г. и като Трета република Унгария съгласно изменен вариант на конституцията от 1949 г. от октомври 1989 г., с нова конституция, приета през 2011 г. Унгария се присъединява към Европейския съюз през 2004 г.

## Унгарска праистория

### Произход на унгарците
Произходът на унгарците не е изяснен. Най-старата теория за хунския произход днес се отхвърля от повечето учени. Също така има почти единодушно съгласие, че угрофинският произход на унгарския език не означава генетическо родство на унгарците с угрофинските народи. Генетическите и културоложките изследвания показват като най-вероятна прародина на унгарците днешната западно-китайска област Хсинчианг (Уйгурия).

### Заселване в днешна Унгария
За първи път унгарци (или маджари) се заселват в днешна Унгария през 670 г., но не успяват да основат трайно държавно обединение. Втората вълна от унгарците се заселва в Трансилвания и Панония през 895 г. в резултат на война с България при цар Симеон I. Вождове на унгарските племена са князете Алмош и Арпад. През Х век княз Геза организира унгарските племена и в хода на многочислени военни походи из цяла Европа подготвя провъзгласяването на унгарската държава.

## Княжество Унгария
Около 896 е създаден племенен съюз на маджарските племена, наподобяващ княжество, на територията на Панония. През първата половина на Х век маджарите те награбили огромна плячка на територията на Западна Европа. Те нахлули в столицата на Италия - Павия, Бавария, Аквитания и Бургундия и в други области и държави. През 906 година те унищожават Великоморавската държава и скоро нахлуват в Бохемия. Обаче през 955 година германски и чешки войски, ръководени от Германския крал Оттон I Велики от Саксонската династия, нанасят съкрушително поражение на унгарците, и те постепенно преминават към уседнал живот. Около 970 година княз Геза Арпад основава княжество. По-късно синът му Ищван приема католичеството, и Европа признава унгарската държава.

## Кралство Унгария (1001-1526 г.)

### Създаване
През 1001 година племенният княз Вайк приема католичеството и го налага сред унгарците. След което приема титлата „Крал“ и името Ищван (Стефан). Той окончателно създава Унгарската държава. Ищван разделя държавата на комитати и поставя начело на тях кралски чиновници - ишпани.
Също така той разширява границите на своето кралство: през 1003 година завоювал Трансилвания и воювал с Полша за контрола над Словакия. Ищван издал първите закони в Унгарското кралство, ревностно насаждал католическата вяра сред унгарците, потушил въстанието в Трансилвания и отменил робството. През 1038 година Ищван умира.

### Засилване
След смъртта на Ищван І нов унгарски крал станал Петер І Орсеоло, понеже той е бил син на сестрата на Ищван. Баща му е бил Венециански Дож. И скоро Унгария била наводнена от немци и италианци. Това предизвика недоволството на народа и благородниците, затова го свалили. Нов крал станал Шамуел (Самуил) Аба, който бил от благороден произход. Но Петер потърси помощ при Германския Император Хайнрих ІІІ Черни. Шамуел Аба бил разгромен в битката при Менф през 1044 година. След което Петер отново стана крал и се признал за вассал на Хайнрих ІІІ. Тогава унгарците окончателно го намразили и прокудили. Нов крал станал Андраш І. Той бил син на Вазул, който бил братовчед на Ищван І. Той дал под управление една трета от Унгария на по-малкия си брат, бъдещия крал Бела І и му обещал, че ще стане негов наследник, тъй като самият Андраш нямал деца. По това време, Императорът Хайнрих ІІІ Черни постоянно се опитвал да завоюва Унгария. Почти цялото управление на Андраш било запълнено от войни. Накрая Хайнрих ІІІ се отказал от амбициите си. Но скоро жената на Андраш му роди син — Шаламон. Андраш решил да обяви новородения си син за наследник. Като разбрал за това, Бела започнал война срещу брат си и я спечелил, след което станал крал на Унгария. Той управлявал само 3 години, успял да направи парична реформа, след което загинал в резултат на нещастен случай, а синовете му били принудени да бягат в други държави, защото Шаламон довел със себе си немски войски. Новият крал успешно воювал срещу Венеция, Византия и печенегите. През 1071 войските му превзели Белград. Негов добър съюзник бил хърватският крал Дмитар Звонимир. Също така успешно воювал и срещу синовете на Бела — Геза, Ласло и Ламперт. Но през 1074 година в битката при Модьорода войските му били разбити, и крал станал най-големият от синовете — Геза. А Шаламон избягал при куманите и докрая на живота си воювал заедно с тях срещу Унгария, опитвайки се да си върне трона. Новият крал Геза I бил ревностен християнин. Той сключил мирен договор със Византия и подобрил Византийско-Унгарските отношения. Взамяна императорът Михаил VII Парапинак му подарил изкусно направена голяма корона. Кралят управлявал доста кратко и след смъртта му трона заел неговият брат Ласло I Благочестиви. Той поддържал добри отношения с папите и ги подкрепял в борбата за Инвеститурата. Урбан II даже искал да го постави начело с Първият Кръстоносен Поход. Обаче кралят умрял преди това. Също така по време на управлението си Ласло се възполвал от случая и по време на борбата за власт в Хърватия посадил на трона и свой наместник Алмош, който е бил един от синовете на Геза. След смъртта на Ласло през 1095 крал станал другият син на Геза — Калман (Калиман). В началото на управлението му той избил цял отряд от кръстоносци, преминаващи през Унгария, защото те разграбили част от унгарските села. Освен това той забранил преследването на така наречените вещици от католическата църква. През 1102 година той окончателно премахнал последния крал на Хърватия, и тя влязла в лична уния с Унгария. Заедно с хърватските земи кралят наследил и тяхните геополитически проблеми, и дългият спор на Венеция със Хърватия за контрола над градовете на Далмация продължил, само че от този момент ты конкурирала със по-мощното Унгарско Кралство, което получило достъп към морето. През 1105 Калман завладява градовете на Далмация от Венеция и ни връща обратно в състава на Хърватия.

## Австрийска (Хабсбургска) Унгария (1526–1867 гг.)
След битката при Мохач през 1526 година, започнала война между Османската Империя и Австрийската Империя на Хабсбургите, която свършила около 1533 година. Бохемия, Моравия, Галиция и западните области на Унгария заедно със Кралство Хърватия ставали част от Австрия. А Източните части на Унгария заедно със Горна Унгария (днешна Словакия) и Трансилвания ставали част от Османската Империя. До края на XVI век Хабсбургите плащали данък на турците за да обладават тези земи. Имало още много Австро-Турски войни за контрол над тези територии. Към края 1683 година границите почти не се сменили. Обаче през 1683 Мехмед IV нападнал Австрия и започнал осадата на Виена. Така започнала Голямата Турска Война (1683–1699). Тогава почти голяма част от силните европейски държави се обединили в Свещената Лига и отблъснали турците. Към 1687 европейците превзели почти всичкото бившо Унгарско Кралство, и през 1699 бил сключен мирен договор, според който земите на днешните Словакия, Трансилвания, части от Унгария Хърватия станали австрийски. Скоро последвала друга война, след която австрийциие завладели нови унгарски земи заедно с днешната Войводина.

## Австро-Унгария

### Държавно устройство
През 1867 година след всички събития на 1848–1866 императорът Франц Йосиф дал на Унгария автономия и пренаписал конституцията. Така Австрийската Империя се превърнала в Австро-Унгарска. Самата империя във вътрешното си административно деление се състояла от две основни части: Цислейтания (австрийската част) и Транслейтания (унгарската част). Всяка от тях  имала свои армия, парламент, хазна и правителство. Обаче те водели обща външна политика и имали общ държавен глава — императора Франц Йосиф. В случай на война двете армии се объединяли в една. 
Двата парламента се състояли от две палати: на лордовете и на депутатите. Министрите били отговорни пред парламента, въпреки че ги назначавал императорът.

## Разпадането на Австро-Унгария и последствията наПървата Световна Война(1918–1920 гг.)
Още през 1916 година станало ясно, че империята няма да спечели войната. Кризата в империята вече се била разрастнала до такава степен, че държавата едва съществувала. Един от немногобройните фактори,  поддържащи целостта на Австро-Унгария, бил императорът Франц Йосиф. Той се ползвал със голямо уважение сред поданиците си. Но през 1916 година старият император починал, а негов наследник станал синът му Карл, който бил млад и неопитен. В средата на 1918 държавата фактически престава да съществува. В Прага отдавна излязла извън контрол, а австрийски войски се намирали там и се опитвали да контролират ситуацията. Славянските народи планирали създаването на свои държави, например още през 1915 година в Париж било създадено Чехословацко правителство, което великите сили от Антанта признали. Негов глава станал Томаш Гариг Масарик. През есента на 1918 година унгарският парламент разкъса унията със австрийския. Последвала революция във Австрия. Карл бил принуден да се отрече от австрийския трон. Австрия била обявена за република, която била включена в състава на Германия, затова тя станала известна като "Немска Австрия" (преди на това препятствали Хабсбургите, които не изкали да загубят трона си). Но останалата част от Цислейтания не последвала примера и́. Австрийските войски се изтеглили от Прага, а териториите на Чехия и Западна Словакия (Словацка Моравия) били включени в състава на новообразувалата се Чехословакия със подкрепата на Антанта, която признала тяхната независимост. Териториите на днешните държави Словения, Хърватия, Босна и Херцеговина се обединили в Държава на Словенци, Хървати и Сърби (по-късно Югославия) тогава това били областите Кралство Хърватия и Славония, Кралство Далмация, Херцогство Крайна, Босна и Херцеговина, Долна Щирия. Но никой не признал новообразувалата се държава, затова през същата година те се обединили със Сърбия и станали Кралство на Сърби, Хървати и Словенци. А сръбският крал Петр I застанал начело на новата държава.
Също така в Галиция и Лондомерия се образували няколко държави на русините, които също много скоро се опитали да обединят в една държава. Тях също никой (освен Украйна) не ги признал. А към 1920 всички те били окупирани от новата Полска държава.
Докато Цислейтания се разпадала, Транслейтания запазила цялостта си. Всички нейни земи останали в състава и́, освен Кралство Хърватия и Славония. Скоро след събитията във Виена, Карл І бил де-юре свален и във Унгария. Там била създадена Унгарската Демократична Република. Нейното правителство търсело мир със Антанта, но не успяло да го сключи. През 1919 година унгарските комунисти накарали правителството да направи ново гласуване. Те го спечелили (но според някои днешни изследвания, резултатите били нагласени от комунистите). Комунистите обявили създаването на Унгарската съветска республика. Тогава Румъния нападнала Унгария. Румънските войски окупирали цяла Трансилвания и стигнали до столицата Будапеща. След което комунистическото правителство било свалено, а Унгарската Демократична Република била възстановена. През 1920 година консерваторите спечелили повечето места в парламента и след референдум било възстановено Унгарското Кралство, но през цялото време на съществуването му (1920–1946 години) никой така и не странал негов крал. А Унгария била управлявана от регент — Миклош Хорти. 4 Юни 1920 година бил подписан Трианонският Мирен Договор, според който Унгария предавала на Кралство Румъния Буковина и Трансилвания (фактически те били окупирани от Румъния още през 1919, а в този момент Унгария го признавала), а на Чехословакия — останалата част на Словакия (Горна Унгария) и Закарпатието, на Кралството на Сърби, Хървати и Словенци тя предавала днешната област Войводина. Унгария силно се смалила и границите и́ станали точно като днешните.

## След Втората световна война

### Втора унгарска република
На 14 декември 1944 г. се образува втори център на властта в Унгария – Временното национално събрание от Дебрецен. На 4 ноември 1945 г. се провеждат свободни избори, на които десницата печели 57%. Въпреки това, п Франц Иосиф Иосиф натиск, се обраува коалиционнио правителство, в което силовите министерства са поверени на комунистите. Комунистите започват бавното превземане на тоталната власт. През 1946 г. монархията е отменена, обявена е Унгарската република. На 10 февруари 1947 г. се подписва Парижкият мирен договор между Унгария и победителите във войната. Договорът отменя всички териториални ревизии на Унгария през войната, и допълнително присъжда 3 села на Чехословакия (днес тези 3 села са райони на словашката столица). Налагат се и сериозни репарации в полза на СССР, Чехословакия и Югославия. Комунистическата партия със съветска помощ унищожава десните партии една след друга, както и социалдемократическата партия. През 1948 г. вече комунистите притежават цялата власт. Това положение се узаконява с приемане на нова конституция и установяване на Унгарската народна република на 20 август 1949 г.

### Унгарска народна република
Унгария се присъединява към СИВ.
Под ръководството на Матяш Ракоши се създава копие на сталиновата система на управление. Реалната власт принадлежи на 4 души: Матяш Ракоши, Ерньо Герьо, Михай Фаркаш и Йожеф Реваи. Започва форсирано развитие на тежката и военната индустрия, което довежда до спад в жизненото равнище. Новото Управление по защита на държавата става един от главните държавни органи, подложени са на репресии около 1 милион души.
След смъртта на Сталин през 1953 г. под натиск от Москва Ракоши подава оставка като министър-председател, но запазва поста на партиен ръководител. Министър-председател става Имре Наги, протежиран от новото ръководство в Москва. Наги провежда реформи: ликвидира трудовите лагери, намалява властта на Управлението по защита на държавата, облекчава положението на селяните.
През 1955 г. обаче групата на Ракоши успява отново да вземе цялата власт в партията, Наги е освободен от поста си. През май 1956 г., отново под московски натиск, Ракоши окончателно излиза от властта, подава оставка като партиен ръководител. Новият партиен ръководител обаче става Ерньо Герьо, верен съратник на Ракоши, който продължава традиционнана комуистическа линия от сталински тип.
На 23 октомври 1956 г. избухва въстание. Армията и полицията преминават на страната на въстанието. До 1 ноември новата власт консолидира положението в страната. Начело на временното правителство застава Имре Наги, в правителството участват освен реформистки комунисти и представители на възстановените главни политически партии. Създава се нова комунистическа партия под име Унгарска социалистическа работническа партия, неин ръководител става Янош Кадар, член на правителството на Наги.
На 4 ноември 1956 г. съветските войски нарушават споразумението за напускане територията на страната, започват военна офанзива. Янош Кадар заминава за Съветския съюз, където обявява създаване на ново просъветско правителство, наречено Унгарско революционно работническо-селско правителство. Коалиционното правителство на Наги обявява съветската намеса за военна агресия, обръща се за помощ към Организацията на обединените нации, но не получава подкрепа от никъде. Съветските войски качват на власт Янош Кадар. Наги бяга в югославското посолство в Будапеща.
Около четвърт милион души емигрират в чужбина. В Унгария 18 хиляди души са интернирани, 700 от тях са пратени в съветски трудови лагери. 22 хиляди дущи получават присъда лишаване от свобода, по-голяма част от тях са амнистирани през 1963 г. Екзекутирани са около 400 души, сред тях министър-председателят Наги и министърът на отбраната Малетер.
През 1967 г. започват икономически реформи, които значително подобряват жизненото равнище. Намалява се и идеологическият натиск от страна на властта над хората. Рефомите към началото на 80-те години обаче достигат своя край. Става ясно, че причините на проблемите са в самата система. Започва бавен упадък, който продължава до разпаденето на системата през 1989 г. През 1987 г. се появяват първите опозиционни групировки със страната. Окончателният удар по системата е нанесен от съветския ръководител Горбачов, който дефакто се отказва от съветската зона на интереси в Европа.
През 1989 г. 49% от експорта е насочен към страните от СИВ.

### Трета унгарска република
През 1988 и 1989 г. се извършва мирен преход от комунистическа система към парламентарна демокрация. Унгарска социалистическа работническа партия разпада на две: по-голямата реформистко-комунистеската (по-късно: социалистическа) Унгарска социалистическа партия и по-малката традиционно-комунистическата нова Унгарска социалистическа работническа партия (по-късно: Унгарска работническа партия, Унгарска комунистическа работническа партия), като властта остава в ръцете на Унгарската социалистическа партия. На 23 октомври 1989 г. се възстановява Унгарската република, първите свободни избори се провеждат през март 1990 г., в резултат на които идва на власт дясно-центристко правителтво.
В периода между 1994 – 1998 г. страната се управлява от коалиция с участие на социалисти и либерали. През 1998 г. идва на власт дясно-центристка коалиция, тогава за пръв път Виктор Орбан става министър-председател. През 2002 г. отново печели социалистическо-либерална коалиция.
Финансовата криза от 2008 г. довежда до допълнителни бюджетни съкращения, скоро след началото на кризата правителството на Ференц Дюрчани и Унгарската социалистическа партия пада от власт.

#### Управление на Орбан и партия „Фидес“
На изборите през 2010 година партията „Фидес“ получава в парламента 68,3% от депутатите, които ѝ дават квалифицирано мнозинство. Приема се нова конституция, която е в сила от 1 януари 2012 г. Партията „Фидес“ остава на власт и след изборите през 2014 г. От 2010 г. Министър-председател на Унгария е Виктор Орбан, а правителството провежда множество реформи.